# نینا وست
نینا وست (به انگلیسی: Nina West) (زاده ۴ اوت ۱۹۷۸) زن‌پوش، بازیگر، خواننده آمریکایی است.